# Villafranca de los Caballeros
Villafranca de los Caballeros ist eine spanische Gemeinde  (municipio) in der Provinz Toledo der Autonomen Region Kastilien-La Mancha. 2024 hatte die Gemeinde 4.897 Einwohner. Die Gemeindefläche beträgt 106,59 km².

## Lage
Villafranca de los Caballeros liegt etwa 75 Kilometer südöstlich von Toledo in einer Höhe von ca. 645 m. Durch die Gemeinde fließen der Río Amarguillo, Río Giguela und der Riánsares.

## Geschichte
Auf Grund der  wenigen Ausgrabungen in der Umgebung waren die ersten Siedler in Villafranca Iberer. Die Fundstätten sind relativ weit vom heutigen historischen Zentrum der Stadt entfernt. Insoweit gibt es keine Kontinuität in der Besiedlung. Die erste Erwähnung stammt aus der Zeit der muslimischen Invasion, als Muslime und Christen in dem Gebiet, das heute Cruz de Lozano heißt, nebeneinander lebten. Nach Eroberung von Toledo durch König Alfons VI. 1085, wurde etwa zur gleichen Zeit Consuegra von den Christen mitsamt Villafranca zurückerobert. Villafranca wurde sodann als Lehen dem Johanniterorden (daher auch de los Caballeros) übergeben. 

## Bevölkerungsentwicklung
| Jahr      | 1900  | 1910  | 1920  | 1930  | 1940  | 1950  | 1960  | 1970  | 1981  | 1991  | 2001  | 2011  | 2021  |
| --------- | ----- | ----- | ----- | ----- | ----- | ----- | ----- | ----- | ----- | ----- | ----- | ----- | ----- |
| Einwohner | 3.730 | 4.157 | 4.560 | 5.046 | 4.932 | 5.467 | 5.765 | 5.340 | 5.363 | 5.247 | 5.305 | 5.404 | 4.850 |

## Sehenswürdigkeiten
- Kirche Mariä Himmelfahrt (Iglesia de Nuestra Señora de la Asunción)
- Christuskapelle (Ermita del Cristo de Santa Ana)
- Museum Santísimo Cristoo

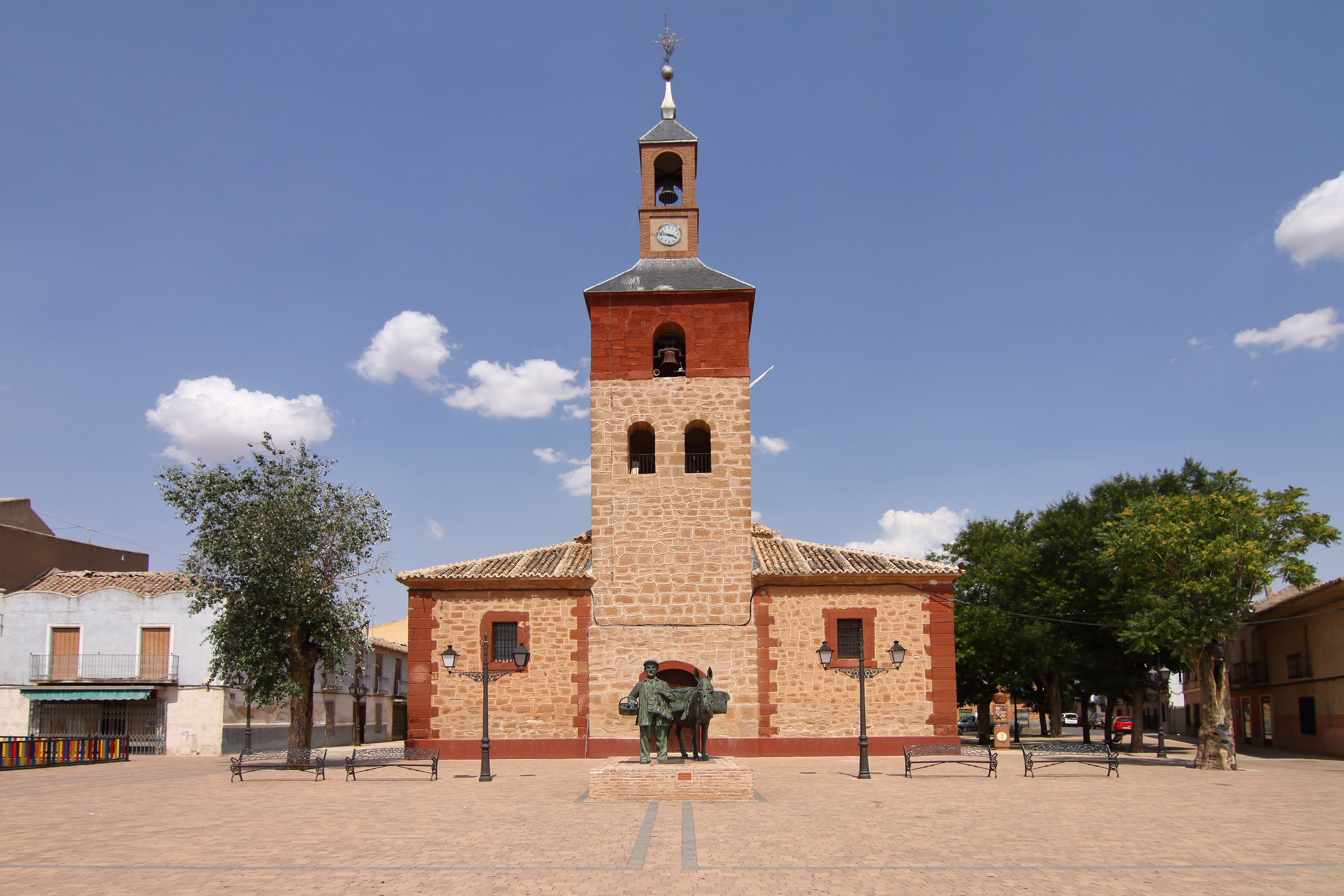
Kirche Mariä Himmelfahrt
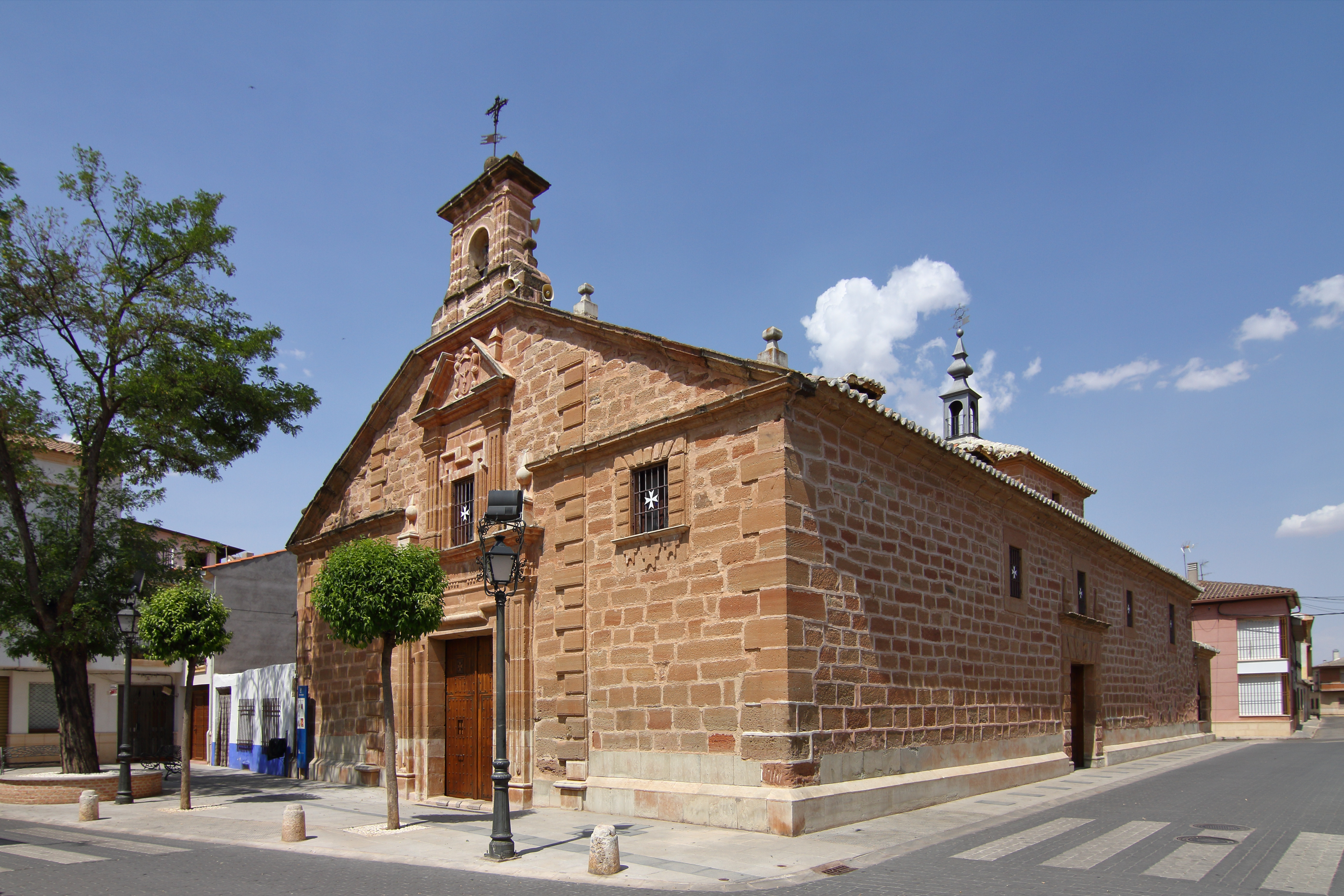
Christuskapelle
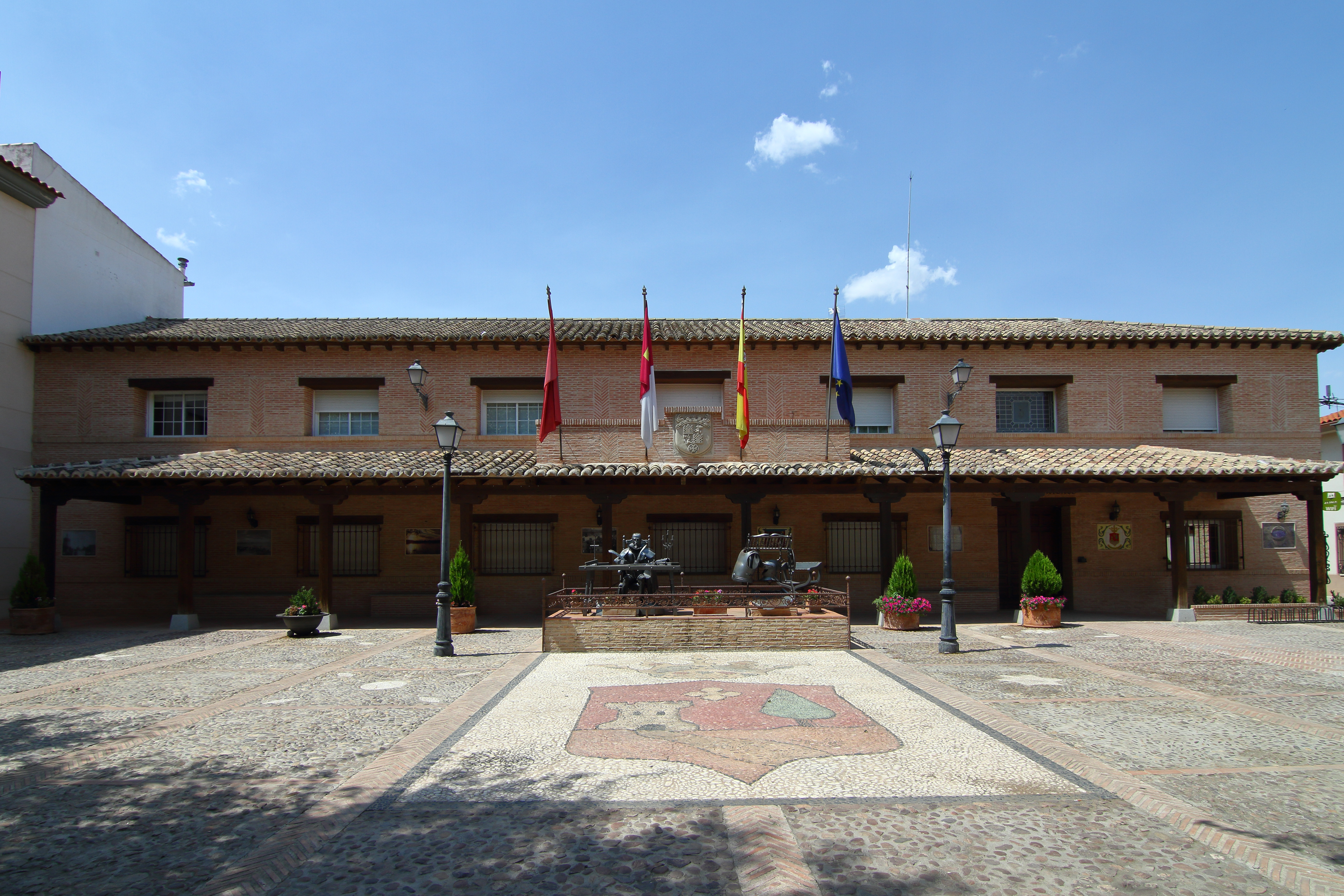
Rathaus

## Bekannte Personen der Stadt
- Juan Calderón (1791–1854), Franziskaner, Theologe und Philologe